# Oecumenisch patriarchaat van Constantinopel
Het Oecumenisch patriarchaat van Constantinopel (Grieks: Οικουμενικό Πατριαρχείο Κωνσταντινουπόλεως, Oikoumenikó Patriarkheío Kōnstantinoupóleōs, Turks: Rum Ortodoks Patrikhanesi) ook Kerk van Constantinopel, behoort tot de oosters-orthodoxe kerken.

## Geschiedenis
Volgens de overlevering predikte de apostel Andreas in de eerste eeuw het christendom in Klein-Azië, meer bepaald in de gebieden rond de Zwarte Zee, in Thracië en Achaia, deel van het Romeinse Rijk. Hij wordt gezien als de stichter van de kerk van Byzantium. Ook de apostel en evangelist Johannes en de apostel Paulus zouden in die periode in Klein-Azië de christelijke leer verspreid hebben. Het vroege christendom groeide voornamelijk in de hellenistische gebieden van het Romeinse Rijk, waar Grieks de voertaal was.
Na de splitsing van het Romeinse Rijk in een westelijk en een oostelijk deel verplaatste Constantijn de Grote in 330 zijn hoofdstad naar de kleine stad Byzantion die onder de nieuwe naam Constantinopel uitgroeide tot de hoofdstad van het Byzantijnse imperium.
In deze tijd werd de Kerk van Constantinopel eerst een aartsbisdom, daarna een patriarchaat en vervolgens een oecumenisch patriarchaat.
In de vierde eeuw had deze Kerk kerkelijke jurisdictie over de vele christelijke gemeenschappen van Klein-Azië, Pontus en Thracië. Door de uitbreiding van de politieke en culturele invloed van de wereldlijke macht in Constantinopel steeg ook het prestige van de Kerk van Constantinopel. Tijdens het Concilie van Constantinopel I (381) werd de titel van patriarchaat toegekend en werd de Kerk van Constantinopel tweede in rang na Rome. Tijdens het Concilie van Chalcedon (451) werd de jurisdictie van Constantinopel uitgebreid over de zogenaamde “barbaarse” landen waarmee door de Byzantijnen bedoeld werd de christelijke gemeenschappen buiten de grenzen van het keizerrijk en buiten de jurisdictie van andere autocefale kerken, de diaspora. Zo ontstond de titel van oecumenisch patriarchaat. Eveneens werd bepaald dat Constantinopel niet meer tweede in rangorde was na Rome, maar – als "het nieuwe Rome" – op hetzelfde niveau stond als het oude Rome, zowel als wereldlijke macht, als kerkelijke macht. 
In de achtste eeuw breidde de jurisdictie van het patriarchaat van Constantinopel zich verder uit. Het gebied tussen de Adriatische Zee en de rivier Nestos, het gebied tussen de Donau en het Rodopegebergte alsook het eiland Kreta vielen onder de bevoegdheid van het oecumenisch patriarchaat. Later werden ook de Slavische kerken en de Russische Kerk toegevoegd. In 1054 leidden de toenemende spanningen tussen het oosters en het westers christendom tot het Oosters Schisma.
In 1204 werd Constantinopel veroverd door een leger dat in opdracht van de kerkvorst van Rome, Paus Innocentius III, op militaire expeditie was gestuurd, de zogenaamde Vierde Kruistocht. De stad werd door het kruisvaardersleger geplunderd en grotendeels verwoest, aansluitend werd in het gebied het Latijnse Keizerrijk uitgeroepen en een bondgenoot van de Paus, Boudewijn van Vlaanderen, als Keizer van de nieuwe staat benoemd.
In het Ottomaanse Rijk (1299-1922) werd de patriarch van Constantinopel aan het hoofd geplaatst van alle orthodoxe christenen binnen het Ottomaanse Rijk. Deze samenwerking tussen Kerk en staat verhoogde de macht van het patriarchaat maar lag tevens aan de oorsprong van corruptie en intriges. Met het ontstaan van meerdere autocefale lokale kerken kromp de bevoegdheid van het oecumenisch patriarchaat. Zo werd de Russisch-Orthodoxe Kerk autocefaal in 1589. De Grieks-Orthodoxe Kerk werd dit in 1850, de Servisch-Orthodoxe Kerk in 1878, de Roemeens-Orthodoxe Kerk in 1885, de Albanees-Orthodoxe Kerk in 1937 en de Bulgaars-Orthodoxe Kerk in 1945.
De jurisdictie van het patriarchaat werd eveneens kleiner ten gevolge van de gedwongen bevolkingsuitwisseling tussen Turkije en Griekenland in de jaren 1920 en emigratie van plaatselijke bevolking naar Europa, Amerika en Australië, waar nieuwe kerkgemeenschappen werden gesticht. Ten tijde van het Tweede Vaticaans Concilie (1962-1965) van de Katholieke Kerk verbeterde de verhoudingen tussen Rome en het Oecumenisch patriarchaat. Patriarch Athenagoras I en paus Paulus VI ontmoetten elkaar in 1964 in Jeruzalem. Het was het eerste contact op dit niveau sinds eeuwen.
In 1971 werd het seminarie van het patriarchaat op het eiland Chalki door de Turkse overheid gesloten. Sindsdien oefenen de Europese Unie en de Verenigde Staten druk uit op de Turkse regering om toestemming te geven voor heropening van het seminarie, omdat zij het verbod op de opleiding in strijd achten met de godsdienstvrijheid en een vorm van discriminatie ten opzichte van religieuze minderheden.
In oktober 2018 trok het Oecumenisch Patriarchaat van Constantinopel een besluit uit 1683 in, waarin was bepaald dat Kiev onder het gezag van het Patriarchaat van Moskou staat. Het besluit maakte de weg vrij voor een autocefale kerk in Oekraïne, dat de Russische invloed in het land wil beperken. Vanwege het besluit verbrak de Russisch-Orthodoxe Kerk de banden met Constantinopel. Kort daarop fuseerden twee orthodoxe kerken in Oekraïne tot de Oekraïens-Orthodoxe Kerk, die op 5 januari 2019 van patriarch Bartholomeus I de autocefale status kreeg.

## Verspreiding
Het oecumenisch patriarchaat van Constantinopel heeft jurisdictie in Turkije (aartsbisschop van Constantinopel, het Nieuwe-Rome en oecumenisch patriarch).
Verder heeft het gezag over:
- de Grieks-orthodoxen in de diaspora in Europa, Amerika, Oceanië en het Verre Oosten
- de semi-autonome, zelfbesturende Kerk van Kreta (aartsbisschop van Kreta)
- de autonome, zelfbesturende kloostergemeenschappen op het schiereiland Oros Athos
- de metropolie van de Dodekanesos
- de metropolie van Mytilini
- diverse patriarchale stichtingen en centra in de gehele oecumene.
- de autocefale Oekraïens-Orthodoxe Kerk (metropoliet van Kiev en Geheel Oekraïne) (autonomie niet erkend door de Russisch-Orthodoxe Kerk)
- de autonome orthodoxe Kerk van Finland (aartsbisschop van Karelia en geheel Finland)
- de autonome Estische Apostolisch-Orthodoxe Kerk (metropoliet van Tallinn en Geheel Estland) (autonomie niet erkend door de Russisch-orthodoxe Kerk)
- het axarchaat Patmos (patriarchaal Exarch van Patmos)
- het Grieks-orthodox aartsbisdom van Thyateira en Groot-Brittannië en Ierland (aartsbisschop van Thyateira en Groot-Brittannië)
- het Grieks-orthodox aartsbisdom van Italië en Malta en exarchaat van Zuid-Europa (orthodoxe aartsbisschop van Italië en Malta en exarch van Zuid-Europa)
- het Grieks-orthodox aartsbisdom van Amerika (aartsbisschop van Amerika)
- het Grieks-orthodox aartsbisdom van Australië en Nieuw-Zeeland (aartsbisschop van Australië)
- het aartsbisdom van Hongkong en Zuidoost-Azië (Metropoliet)
- het exarchaat van de Filipijnen (exarch van de Filipijnen)
- de metropolie van de Koreaans Orthodoxe Kerk
- het Albanees-orthodox bisdom van Amerika
- de Oekraïens-orthodoxe Kerk van Amerika (metropoliet)
- de Oekraïens-orthodoxe Kerk van Canada (metropoliet)
- de Amerikaans Carpatisch-Russisch-orthodox bisdom van de Verenigde Staten (metropoliet)

Het oecumenisch patriarchaat van Constantinopel is niet bevoegd voor :
- het Griekse vasteland en een aantal kleinere Griekse eilanden
- Cyprus
- Afrika
- Midden-Oosten

Wereldwijd worden 300 miljoen gelovigen geteld (in 2006).

## In België, Nederland en Luxemburg
Het Oecumenisch patriarchaat van Constantinopel heeft een aartsbisdom van België en een exarchaat van Nederland en Luxemburg. Metropoliet Athenagoras (Peckstadt) van Sinope is aartsbisschop en exarch sinds 2013, als opvolger van Panteleimon (Kontogiannis) die deze functie bekleedde sinds 1982. Het Aartsbisdom-Exarchaat telt 24 parochies in België, vier parochies en een klooster in Nederland en twee parochies in Luxemburg. De metropoliet van België van het Oecumenisch Patriarchaat van Constantinopel of zijn plaatsvervanger wordt bij koninklijk besluit erkend als representatief orgaan van het geheel van de Orthodoxe Kerk” (K.B. van 15 maart 1988).
Daarnaast zijn er zowel in België als in Nederland 10 parochies die behoren tot het aartsbisdom der Russisch-orthodoxe Kerken in West-Europa onder het Patriarchaat Moskou. Zij ressorteren onder metropoliet Johannes van Doebna met zetel te Parijs. Tot slot zijn er in België ook twee Oekraïense parochies. Zij hebben een eigen bisschop Ioan (Derewianka) van Parnassus die woont in Genk-Zwartberg of Bergisch Gladbach.
Op 29 juni 1957 werd het eerste Grieks-orthodoxe kerkgebouw, in traditionele stijl gebouwd, in Nederland, gewijd aan Nicolaas van Myra, ingewijd door bisschop Jakobos van Apamea. De eerste steen werd op 4 februari 1954 gelegd door Alexandros Papagos. Dit gebouw staat aan de Westzeedijk in Rotterdam.